# Château Ruffo de Nicotera
Le château Ruffo de Nicotera (en italien : Castello Ruffo di Nicotera) est un château situé dans le centre historique de la commune de Nicotera (province de Vibo Valentia), en Calabre,.
Il abrite le Musée archéologique civique et le Centre d'étude et de conservation de la civilisation paysanne du Poro.

## Galerie

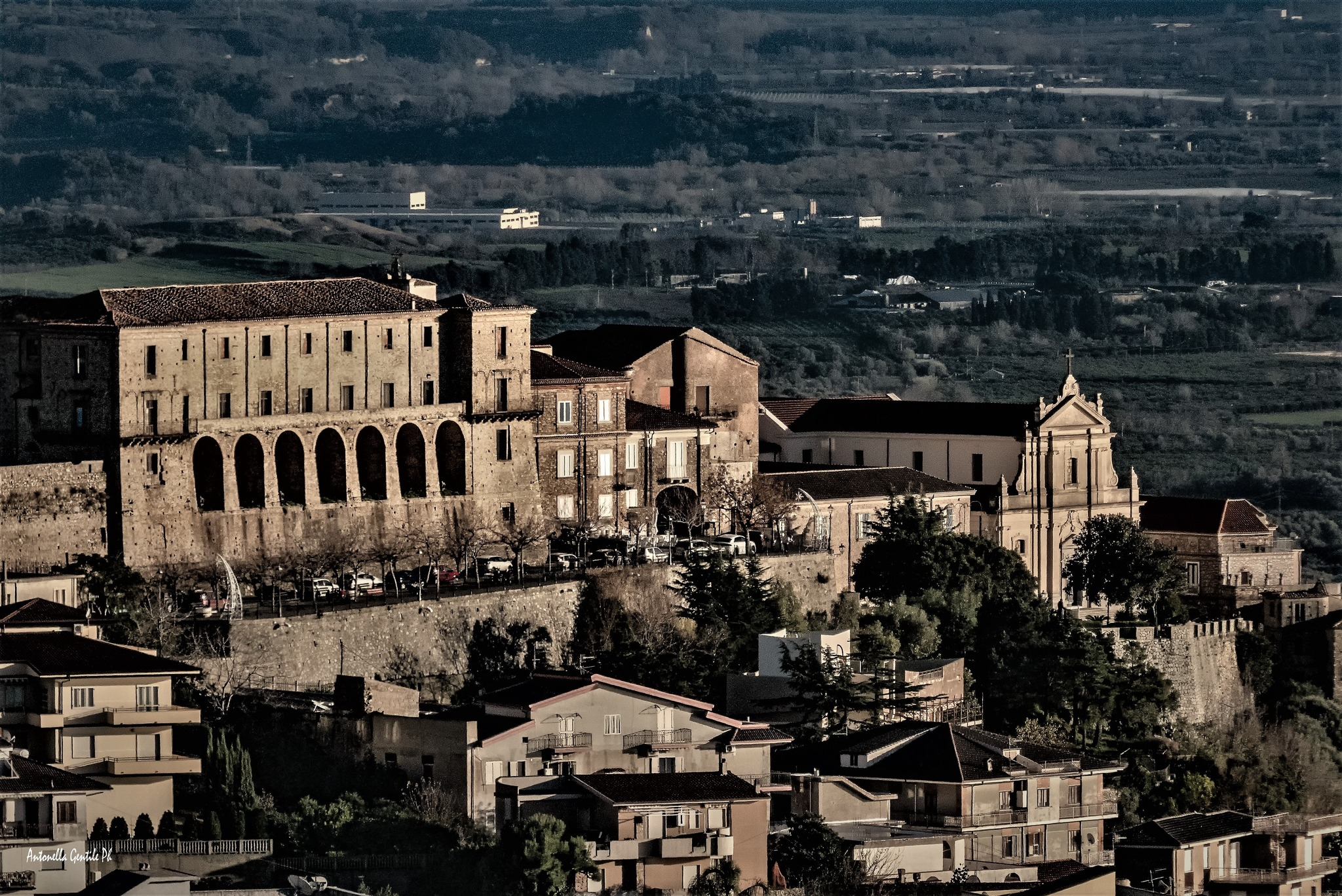
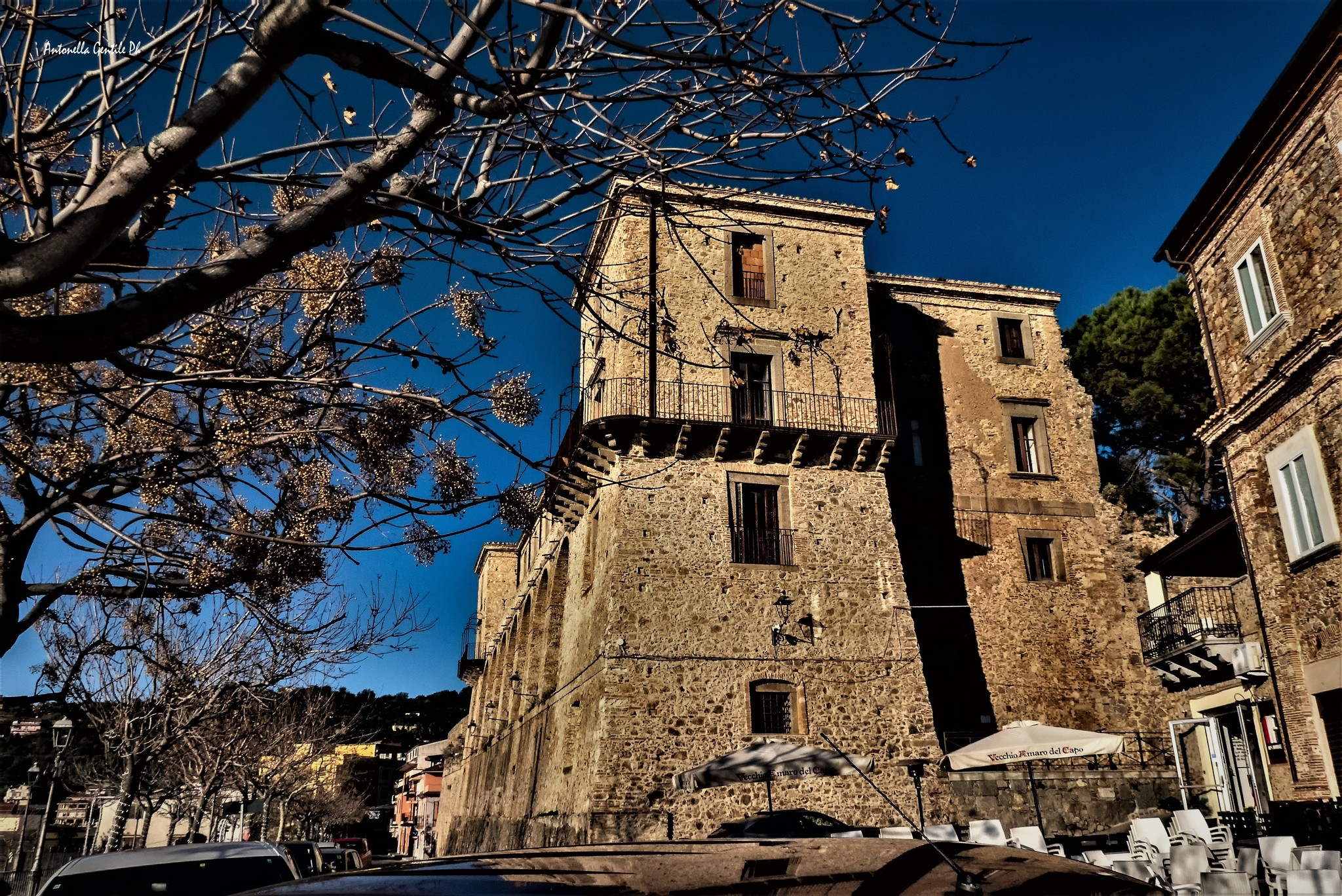

## Historique
La fortification actuelle est l'œuvre de l'architecte Ermenegildo Sintes qui, en 1764, transforma le château en résidence d'été du comte Fulco Antonio Ruffo. Le bâtiment est donc le résultat d'une série de reconstructions que le château a subies au fil des siècles. En fait, le bâtiment a été érigé sur les ruines de l'ancienne forteresse suève-angevine, créant des tours d'angle et de grandes terrasses, d'où il est possible de voir le port de plaisance en contrebas.
Le premier château construit à Nicotera a été construit par le duc normand Robert Guiscard dans la seconde moitié du XIe siècle, afin d'accueillir une grande garnison militaire et donc pour protéger la côte et la ville. Pour achever la conquête du sud de la Calabre, le manoir fut cédé à son frère, le grand comte Roger de Hauteville, comme promoteur de la création d'un centre administratif du bâtiment militaire pour d'éventuelles opérations de conquête de la Sicile voisine. Ce qui a certainement caractérisé le château tout au long de sa vie, c'est la succession continue de destructions et de reconstructions, dues tant aux tremblements de terre désastreux (notamment celui du 27 mars 1638), qu'aux destructions provoquées par les attaques des sarrasins de 1074 et 1085 ; ou dans le curieux épisode de 1284, lorsque les troupes armées de l'amiral aragonais Roger de Lauria, responsable de l'expulsion des Angevins de Calabre, détruisirent le château qui fut ensuite reconstruit par Roger de Lauria lui-même.
Avec l'avènement de Frédéric II, la ville et le château subirent un processus d'expansion et de fortification selon les canons artistiques des Suèves, en construisant et en agrandissant l'arsenal près du port. Frédéric II fut l'architecte du principal développement de la ville de Nicotera ; il faut considérer que le château a joué un rôle principal dans l'aménagement de la ville.
Au cours de sa vie, le château accueillit des personnages illustres, tels que saint Bruno le Chartreux, saint Louis d'Anjou, le pape Urbain II, Joachim de Flore et l'impératrice Constance de Hauteville.

## Architecture

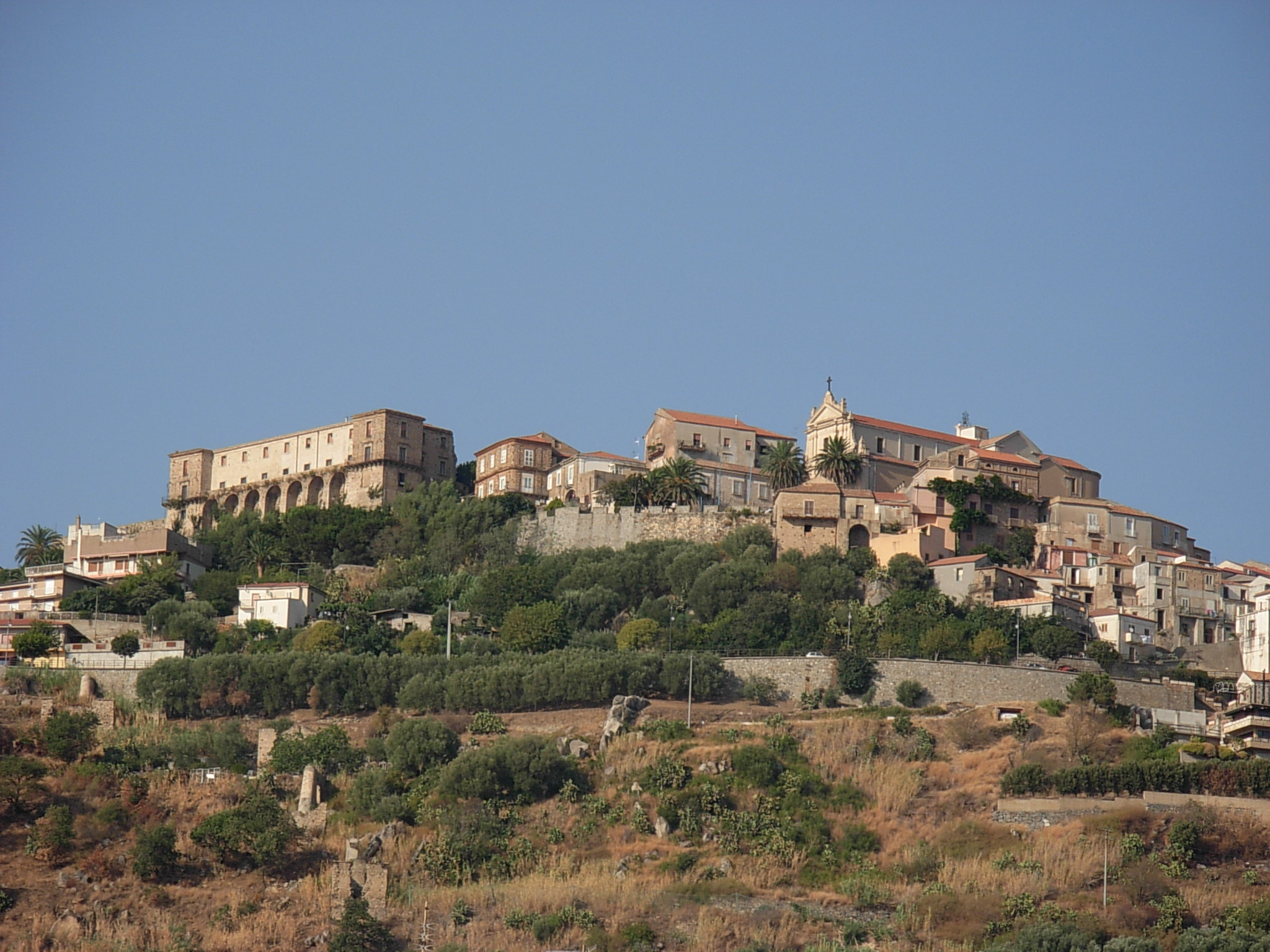
Le centre historique de Nicotera et le château.

La structure, encore inachevée aujourd'hui, a été construite à quelques mètres des vestiges de l'ancien manoir normand, dont il ne reste que quelques soubassements en pierre et une citerne, en partie incorporés dans un palais voisin. La structure apparaît comme une masse massive dominant la Marina di Nicotera, la façade principale présentant des similitudes marquées avec la Chartreuse Saint-Martin de Naples.
Le plan du château actuel est quadrilatéral, avec trois tours d'angle, également quadrilatères, la quatrième tour n'a jamais été construite. Les deux tours frontales, reliées par une succession de sept arcades, sont reliées par un balcon soutenu par des consoles en granit gris. Outre la quatrième tour, il manque une partie de la façade, démolie par le violent tremblement de terre de 1783 qui frappa la plaine de Sant'Eufemia. Le sous-sol du château est accessible depuis une entrée située dans la cour intérieure du château. Dès l'entrée, avec un portail en granit, un couloir en permet l'accès avec une voûte en berceau, qui donne aussi accès au rez-de-chaussée. Ce dernier abrite deux grandes pièces, la première avec une voûte sphérique, tandis que la seconde salle avec une croisée d'ogives est éclairée par les sept fenêtres qui s'ouvrent sur les sept arcades de la façade principale. Dans la cour du château se trouve un arc qui mène à l'atrium, pavé de grandes dalles de granit et orné d'un grand escalier.

### Le château aujourd'hui
Le château, après une nouvelle rénovation, fut utilisé comme centre de musée. Au rez-de-chaussée, caractérisé par de grandes salles, se trouve le Musée Archéologique Civique, tandis que le premier étage du bâtiment abrite le Centre d'étude et de conservation de la civilisation paysanne du Poro.